# Куреджо
Куреджо (итал. Cureggio) — коммуна в Италии, располагается в регионе Пьемонт, в провинции Новара.
Население составляет 2248 человек (2008 г.), плотность населения составляет 281 чел./км². Занимает площадь 8 км². Почтовый индекс — 28060. Телефонный код — 0322.
В коммуне 15 августа особо празднуется Успение Пресвятой Богородицы.

## Демография
Динамика населения:

## Администрация коммуны
- Официальный сайт: http://www.comune.cureggio.no.it